# Кирвекюла
Ки́рвекюла (ест. Kõrveküla alevik) — селище в Естонії, у волості Тарту повіту Тартумаа.

## Населення
Чисельність населення на 31 грудня 2011 року становила 733 особи.

## Географія
Через населений пункт проходить автошлях 3 (Йигві — Тарту — Валґа), естонська частина європейського маршруту E264. Від селища починається дорога 22210 (Кирвекюла — Лягте).